# 愛爾蘭自治運動

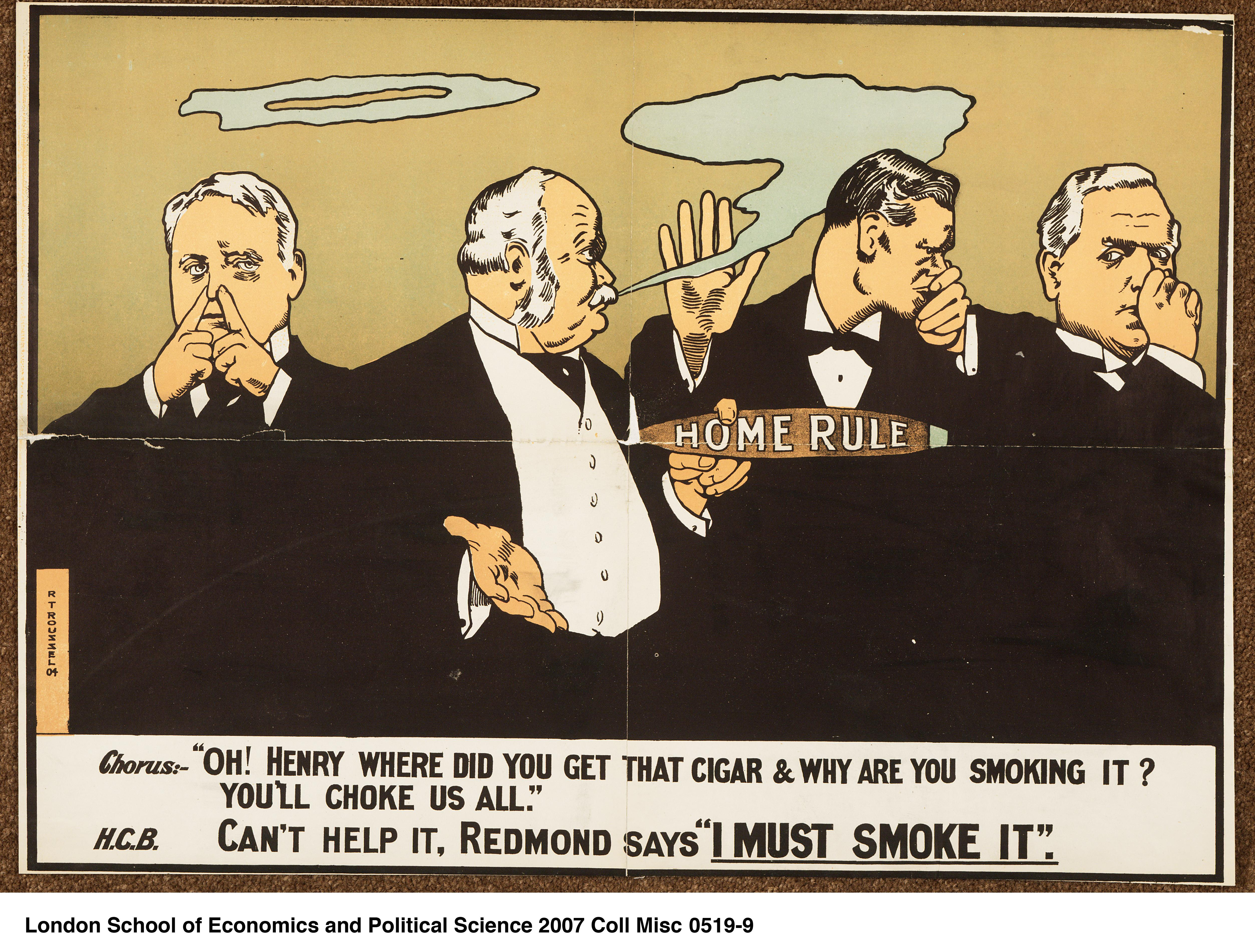
漫畫：英國自由黨政客們被迫忍受亨利·甘貝爾-班納曼爵士惡臭的「愛爾蘭自治雪茄」。前首相羅斯伯里伯爵（左）及其繼任赫伯特·亨利·阿斯奎斯（右）都將自治視為自由黨的選舉責任。

愛爾蘭自治運動（英語：Irish Home Rule movement）是在1870年至第一次世界大戰結束期間，於大不列顛及愛爾蘭聯合王國境內為愛爾蘭爭取下放權力（Home Rule）的民族主義政治運動。
艾薩克·巴特於1870年創立了自治政府協會，其後自治聯盟與愛爾蘭議會黨分別於1873與1882年繼承了協會，在英國下議院開展爭取自治的運動。在查爾斯·史都華·巴奈爾的領導下，威廉·格萊斯頓的自由黨政府於1886年提出《第一自治法案》使運動幾乎成功，但下議院在自由黨政府分裂後否決了法案。巴奈爾死後，格萊斯頓於1893年提出《第二自治法案》，通過了下議院，卻被上議院否決。1911年，上議院的否決權被取消；1912年再度提出《第三自治法案》，引致自治危機。第三法案在第一次世界大戰爆發不久後頒布，但直到戰爭結束才實施。
1916年復活節起義後，一連串的逮捕和處決使公眾支持從自治運動轉向更激進的新芬黨。1918年大選，愛爾蘭議會黨慘敗，嚴重打擊自治運動。當選的新芬黨議員不滿於英國統治框架下的自治，成立了愛爾蘭眾議院，並宣布愛爾蘭成為一個獨立的共和國。英國通過了《第四自治法案》，即1920年愛爾蘭政府法令，旨在為北愛爾蘭及南愛爾蘭建立各自的議會。前者在1921年成立，作為英國領土一部分延續至今，而後者從未實際運作。根據英愛戰爭結束後簽訂的的英愛條約，愛爾蘭32郡中的26個在1922年12月成立愛爾蘭自由邦——大英帝國下的一個自治領，後來演變成現在的愛爾蘭共和國。

## 歷史背景
根據1800年聯合法令，愛爾蘭王國與大不列顛王國於1801年1月1日合併，組成大不列顛及愛爾蘭聯合王國。 愛爾蘭人在整個19世紀都強烈反對合併，時而爆發暴力叛亂。1830及40年代，丹尼爾·歐康諾及其廢除協會試圖廢除聯合法令，恢復愛爾蘭王國，而又不中斷與大不列顛君主的聯繫（即建立共主邦聯）。然而，歐康諾取消了一場在都柏林克朗塔夫被當局禁止的會議，運動就此瓦解。 
直至1870年代，大多數愛爾蘭選民都選出了英國主要政黨——自由黨和保守黨的國會議員，例如保守黨即在1859年大選中贏得了多數席位。保守黨和（1886 年之後的）自由統一黨強烈反對任何淡化聯合法令的行為，並於1891年成立愛爾蘭統一聯盟以反對自治。

## 對「自治」的不同理解

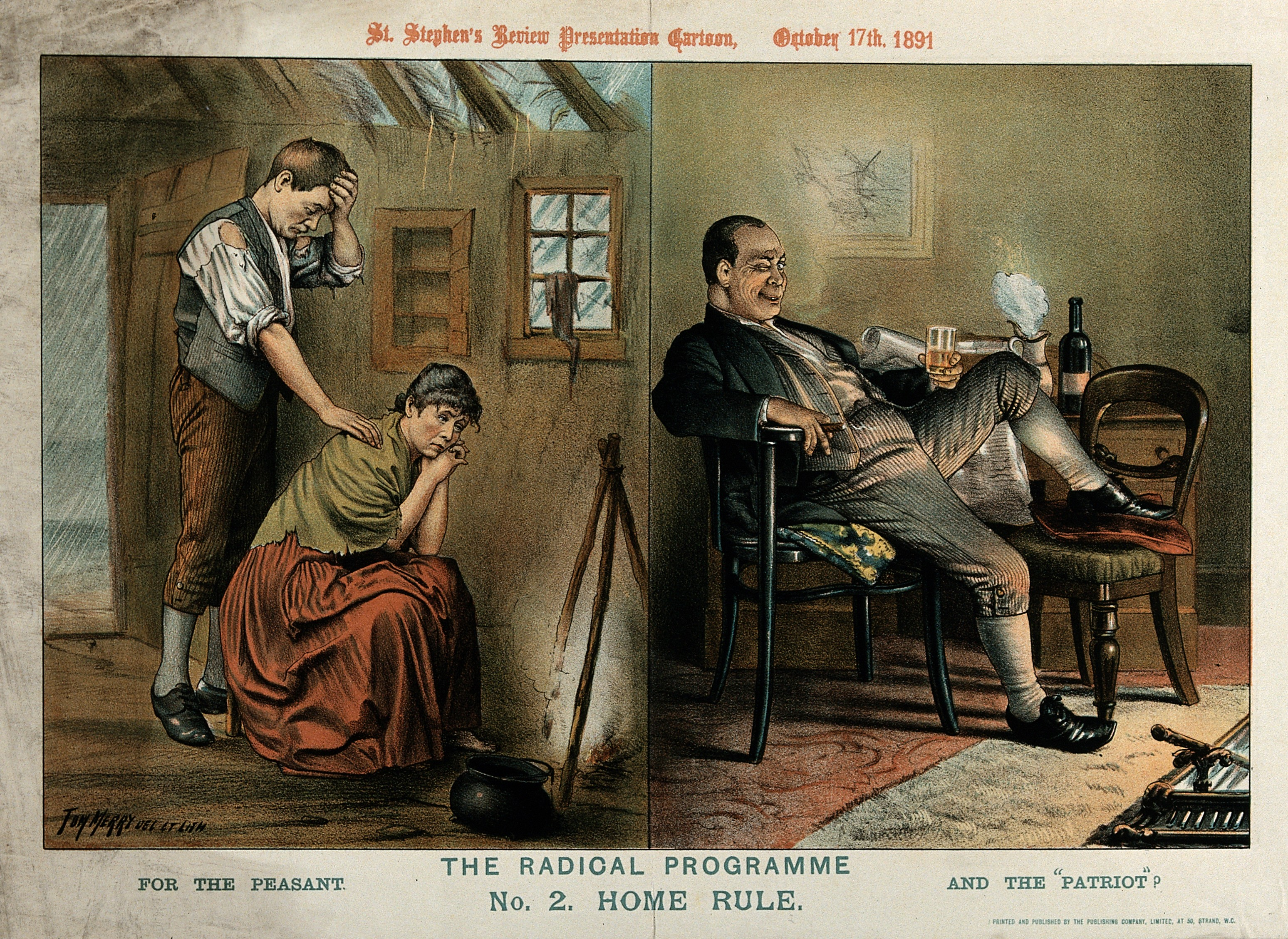
1891年一幅反自治的漫畫，它聲稱自治雖會給「愛國」的中產階級帶來經濟利益，卻也會沉重打擊農民。

「自治」一詞首次在1860年代使用，意指一個專門負責愛爾蘭國內事務的立法機關，而人們對此有不同詮釋。自1870年代起，人們認為這是英國聯合體系的一部分，即愛爾蘭擁有自己的內部議會，西敏的帝國議會則繼續負責處理帝國相關之事務。以芬尼亞人和愛爾蘭共和兄弟會為代表的共和主義，其理解則是爭取自英國完全分離，且在必要時動用武力，實現愛爾蘭的完全自治。有一段時間，共和主義者準備在「新出發」當中與自治聯盟黨人合作。1875年，約翰·奧康納·鮑爾告訴紐約大眾：「（愛爾蘭）選出了一個代表機構。其任務很單純——我幾乎說了只是——可以肯定的是，只要帝國的鎖鏈仍然束縛著愛爾蘭民族的憲法自由，其任務就是無限期地跟英國的每一個部門敵對。」 查爾斯·史都華·巴奈爾尋求通過「憲法運動」，在都柏林建立一個擁有有限立法權的議會，以作為一種過渡措施。聯合主義者認為，自治意味著都柏林議會將由天主教會主導，並損害愛爾蘭的經濟，威脅他們同時作為英國人和愛爾蘭人的文化認同，他們作為宗教少數群體也可能會遭到歧視。  在英格蘭，威廉·尤爾特·格萊斯頓領導的自由黨致力於推動自治，而保守黨則試圖通過「建設性的聯合主義」來減輕對自治的需求。這主要體現在保守黨執政期間利用國會通過的法案，以及頒布部長級決定來解決愛爾蘭問題及其政治訴求：例如貝爾福任愛爾蘭布政司期間決定成立擁擠地區委員會，他早前推動了1885年土地購買法和1887年愛爾蘭土地法，擴大了自由黨1881年貸款供小農購買土地的計劃（這項計劃主要是為了回應愛爾蘭國會議員發起的運動）；後來保守黨政府實施的1898年愛爾蘭地方政府法案也是出於相同目的。

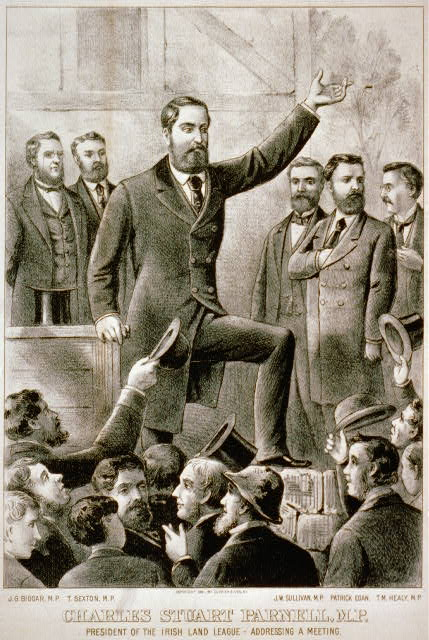
查爾斯·史都華·巴奈爾在會議上發言

## 爭取自治
前保守黨大律師艾薩克·巴特在法庭上代表芬尼亞成員，促進了立憲和革命民族主義之間的聯繫。1870年5月，他成立了一個新的溫和民族主義運動——愛爾蘭自治政府協會；1873年11月，在威廉·蕭領導下，協會改組成自治聯盟，其目標是使愛爾蘭能在聯合王國境內擁有有限自治權。1874年大選，聯盟派候選人在國會贏得了53席。
巴特於1879年去世。1880年，激進的年輕新教地主查爾斯·史都華·巴奈爾出任主席。1880年大選，聯盟贏得63席。1882年，巴奈爾將自治聯盟改為一個有正式組織的政黨：愛爾蘭議會黨，成為了一股主要的政治勢力，開始主導愛爾蘭政局，排除了以前的自由黨、保守黨和統一黨。1885年大選，愛爾蘭議會黨在103個愛爾蘭議席中贏得了85席；另外，一位自治派國會議員也在利物浦蘇格蘭選區勝出。

## 敵對的上議院

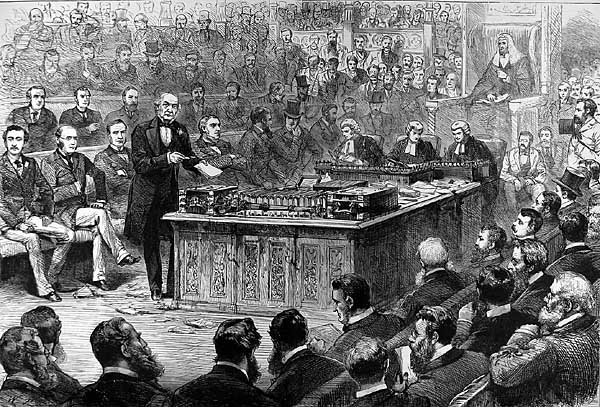
1886年4月8日，格萊斯頓在一場關於愛爾蘭自治法案的辯論中

自由黨在英國首相威廉·尤爾特·格萊斯頓的領導下，兩次試圖制定自治法案。格萊斯頓對巴奈爾留下了深刻的印象，讓他於1885年親自承諾給予愛爾蘭自治權。格萊斯頓以著名的三小時愛爾蘭自治演講，懇求國會通過1886年愛爾蘭政府法案，光榮地授予愛爾蘭自治權，而不是有天在屈辱下如此做。他的法案在下議院以30票之差被否決。
法案導致1886年夏秋期間在貝爾法斯特發生嚴重騷亂，造成多人喪生，並使自由統一黨從自由黨中分裂出來。直至1914年，他們在自治議題上都與索爾斯伯里侯爵的保守黨結盟。
法案的失敗使格萊斯頓暫時失勢。他在1892年大選後重新掌權，且毫不畏懼地於巴奈爾去世後再次試圖推行愛爾蘭自治，他秘密起草了具爭議和缺陷的1893年愛爾蘭政府法案。最終在威廉·歐布萊恩帶領下，法案以30票多數通過了下議院，但在保守黨親聯合派多數控制的上議院中被否決。
新任自由黨黨魁羅斯伯里伯爵在這次失敗後採取了一項政策：向索爾斯伯里承諾，英格蘭國會議員的多數票能否決未來任何的愛爾蘭自治法案。愛爾蘭民族主義黨派的運動在1890年代分裂；自由黨在1895年大選中失利，其對手保守黨一直執政至1905年。

## 自治法案

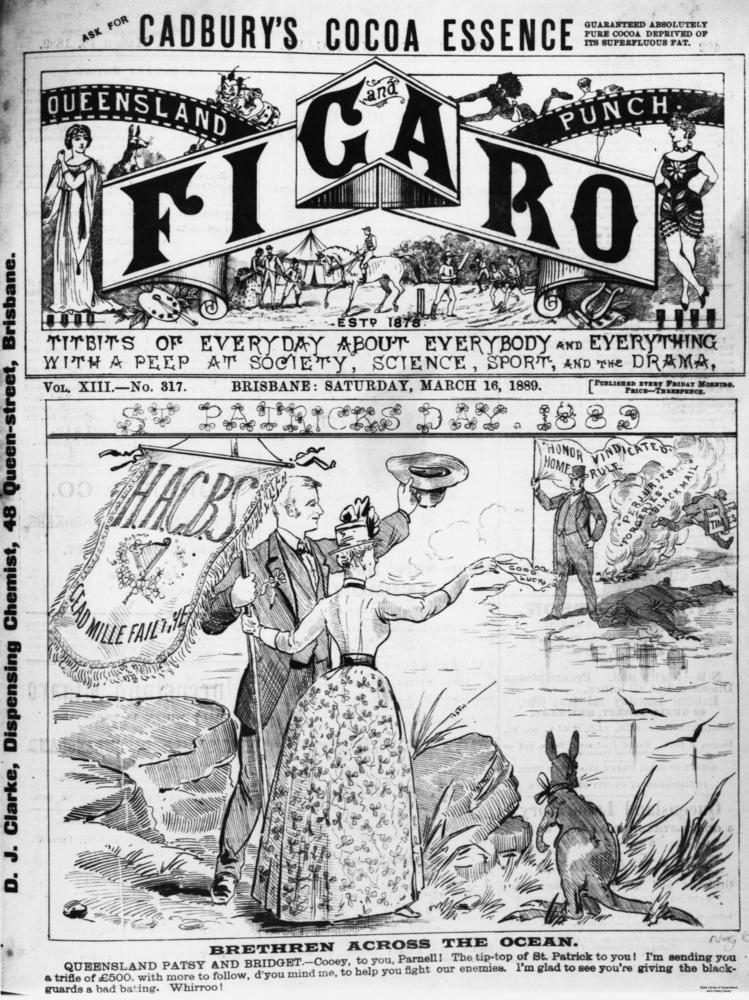
1889年3月16日，Queensland Figaro and Punch報紙的封面，描繪愛爾蘭裔澳大利亞人熱情地支持巴奈爾爭取自治。

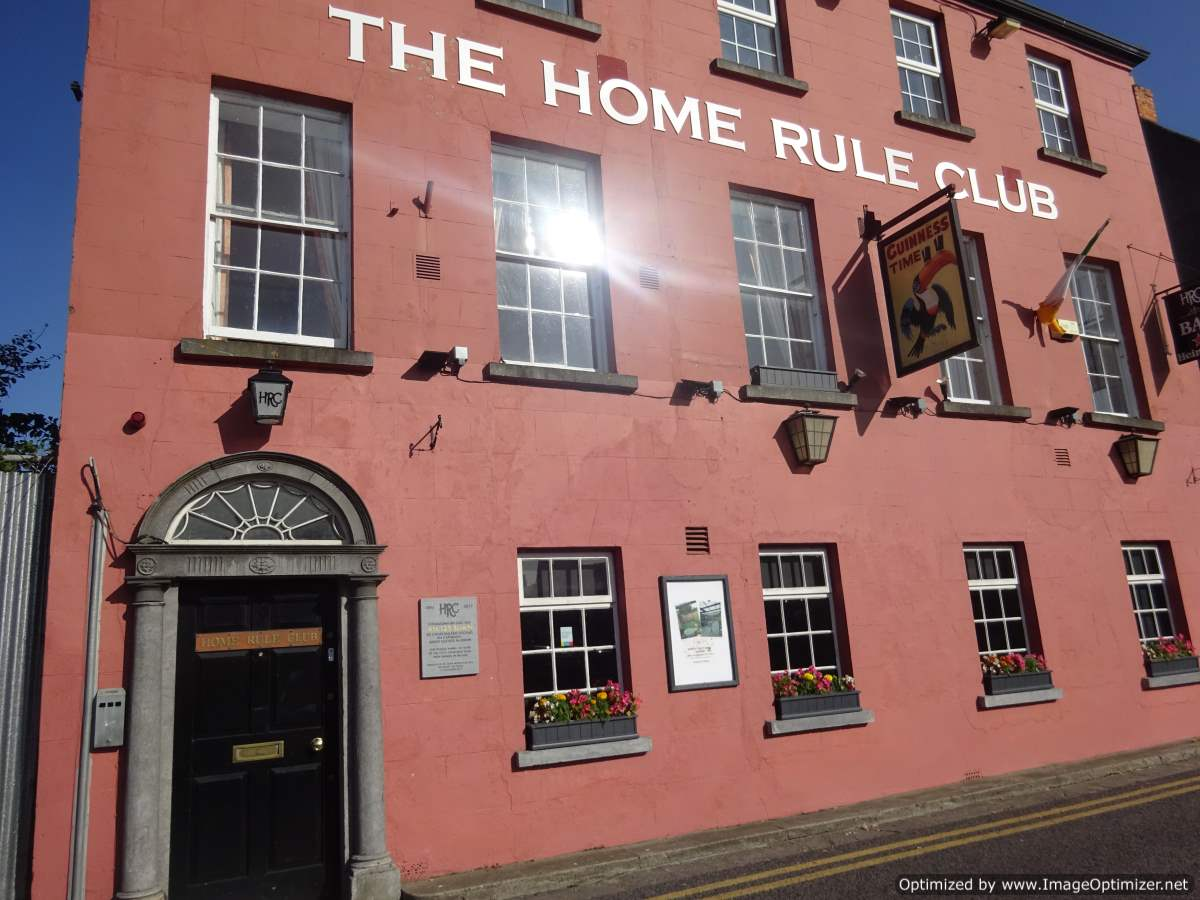
1894年在基爾肯尼成立的自治俱樂部

19世紀末至20世紀初，在英國下議院提出的四次愛爾蘭自治法案旨在使大不列顛及愛爾蘭聯合王國授予全愛爾蘭自治與民族自治權，以及推翻1800年聯合法令的部分內容。英國國會通過了其中兩項法案：第三法案以《1914年愛爾蘭政府法令》的名義頒布，隨後擱置；第四法案則以《1920年愛爾蘭政府法令》的名義頒布，於愛爾蘭建立了兩個獨立的自治領地。法案在北愛爾蘭議會生效，南愛爾蘭議會則未曾在愛爾蘭餘下的地區生效。四次法案分別是：
- 1886年：第一自治法案在下議院被否決，從未在上議院提出。
- 1893年：第二自治法案在下議院通過，但在上議院遭到否決。
- 1912–14年：第三自治法案在國會法令生效、上議院被削減權力後通過，並獲御准成為《1914年愛爾蘭政府法令》，但受第一次世界大戰以及1916年都柏林復活節起義影響，法令從未生效。
- 1920年：第四自治法令（取代了第三法案，以《1920年愛爾蘭政府法令》的名義通過並實施）將北愛爾蘭確立為大不列顛及北愛爾蘭聯合王國境內的一個自治政體，並試圖將南愛爾蘭確立為另一個自治政體，卻因1922年愛爾蘭自由邦憲法法令（英语：Irish Free State Constitution Act 1922），使愛爾蘭分治與獨立。

1920年，愛爾蘭政府法案在國會通過的同時，聯合主義者布蘭登的蒙蒂格爾男爵在上議院提出了他自己的愛爾蘭自治領法案。該法案將令一個統一的愛爾蘭作為帝國的自治領，在國內事務上擁有廣泛自治權，而外交及國防事務則仍由西敏的政府負責；蒙蒂格爾男爵的法案在二讀時被否決。

## 自治在望

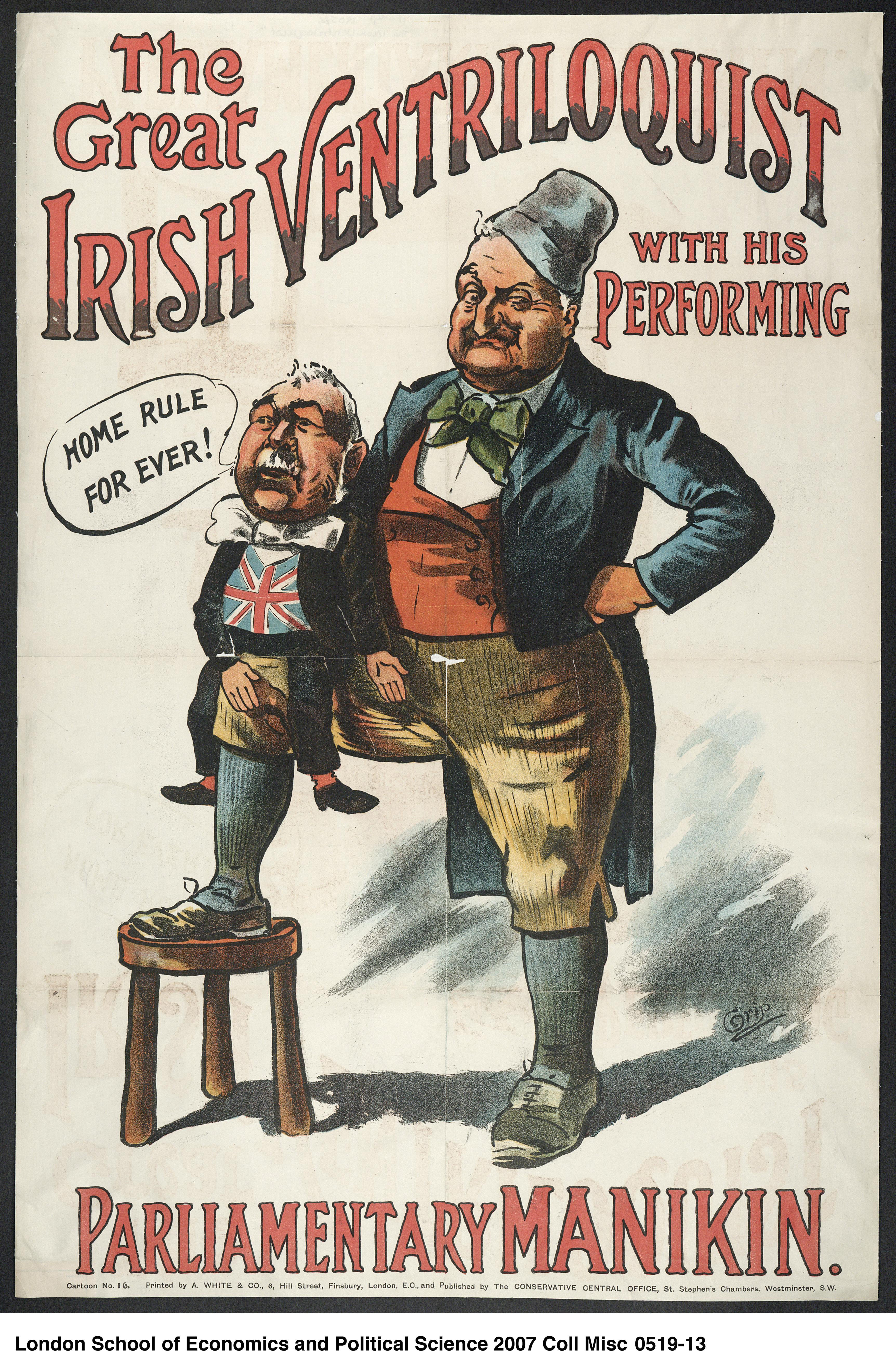
1900年代的漫畫，聲稱約翰·雷德蒙德控制了首相亨利·甘貝爾-班納曼

保守黨在1895年大選後執政了十年。1898年愛爾蘭地方政府法令（繼1888年英格蘭法令之後）意義重大，它首次實現了地方選民的選舉權，為多個地區帶來了本土自治制度。1906年大選，自由黨贏得多數席位回歸，但愛爾蘭自治並沒有列入他們的議程；直至1910年12月大選後，約翰·雷德蒙德領導的愛爾蘭議會黨保持了下議院的勢力均衡。首相赫伯特·亨利·阿斯奎斯與雷德蒙德達成共識，如果雷德蒙德支持他削減上議院權力的行動，就會提出新的自治法案作為回報。1911年國會法令迫使上議院同意削減其權力，由僅維持兩年的延遲否決權來取代原本的無限否決權。

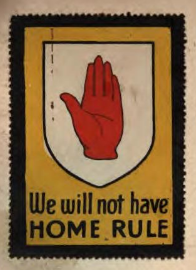
阿爾斯特保皇派製作的貼紙，抗議愛爾蘭自治

1912年推行的第三自治法案於1886年和1893年遭到阿爾斯特統一黨的強烈反對。他們認為自治跟「羅馬統治」無異，亦表示了經濟衰退以及對其文化與工業性質的威脅。  統一黨領袖愛德華·卡森和詹姆斯·克雷格在組織阿爾斯特盟約以反對「脅迫阿爾斯特」當中發揮了重要作用，卡森在阿爾斯特各地審查橙色與聯合派志願者，於1912年初統合成阿爾斯特志願軍； 愛爾蘭志願軍亦隨後在南部成立，以遏阻阿爾斯特。除了全愛爾蘭聯盟外，民族黨派及共和黨人都對聯合派行動的擔憂置之不理，並稱「不對阿爾斯特讓步」，把他們的威脅視為虛張聲勢。法案雖於1914年9月18日獲得御准並列入法典，但因暫緩法令而被推遲實施（這項推遲並沒有超過第一次世界大戰的持續時間，因當時人們普遍認為戰爭會是短暫的）。

## 時勢改變
隨著愛爾蘭參與第一次世界大戰，南愛爾蘭志願軍分裂成更大的民族志願軍，並響應雷德蒙德的號召，自願加入基秦拿的新軍，以第10愛爾蘭師或第16愛爾蘭師的名義支援協約國，以確保未來能實現自治。阿爾斯特志願軍的士兵則加入了第36阿爾斯特師；愛爾蘭軍團在1914至18年間損失慘重。
其餘反對立憲民族獨立運動及愛爾蘭支援戰爭行動的愛爾蘭志願軍核心成員，在都柏林發動了1916年復活節起義。起義最初在英國和愛爾蘭都受到廣泛譴責，但英國政府後續處理不當，如麥克斯韋將軍倉促處決起義領導者的行為，導致新芬黨（一個由復活節起義倖存者所接管的分離主義政黨），以及愛爾蘭共和主義運動的人氣上升。英國曾兩次試圖推行自治，但均以失敗告終，因阿爾斯特聯合主義者抗議在全愛爾蘭島推行自治（一次是在復活節起義之後，另一次是在1917至18年愛爾蘭公約大會結束時）。隨著協約國戰線在德軍春季攻勢和米夏耶爾作戰期間崩潰，英國陸軍嚴重缺乏人力，使內閣於4月5日同意立即實施自治，並跟將徵兵制擴大至愛爾蘭的政策掛鉤。這標誌了一個政治時代的結束， 使公眾輿論轉向了新芬黨和武力分離主義，對自治的興趣從此消退。

## 自治法案頒
1918年11月大戰結束後，新芬黨在大選中贏得了73個愛爾蘭席位當中的多數，其中25席無人競爭。 愛爾蘭議會黨只剩下6席，隨後解散。
1919年1月，27名新芬黨議員在都柏林集會，單方面宣布他們是愛爾蘭共和國的獨立國會。英國對此置之不理，愛爾蘭獨立戰爭（1919-1921）隨之爆發。
英國通過了新的第四自治法案，即1920年愛爾蘭政府法令，履行了實施自治的承諾。法案主要由華特·朗委員會制定，遵循愛爾蘭公約大會報告的結果。朗是堅定的聯合主義者，認為自己能自由塑造對聯合主義有利的自治，於是將愛爾蘭（和阿爾斯特）正式劃分為北愛爾蘭和南愛爾蘭。後者從未實施，而是根據英愛條約被愛爾蘭自由邦所取代，並於後來成為愛爾蘭共和國。 
1921年6月，北愛爾蘭議會（Parliament of Northern Ireland）成立。在貝爾法斯特市政廳舉行的就職典禮上，國王喬治五世發表了著名的英愛及愛爾蘭南北和解呼籲（由英國首相勞合喬治起草）。英愛條約規定了北愛爾蘭議會可以選擇退出新建立的自由邦，而這已成定局；愛爾蘭內戰（1922-1923）隨之爆發。
北愛爾蘭議會持續運作到1972年3月30日。它在北愛爾蘭問題期間暫停，由北愛爾蘭部直接管治；隨後根據1973年北愛爾蘭憲法法令，議會廢除。不同的北愛爾蘭議會（Northern Ireland Assembly）分別在1973-74年、1982-86年、1998-2002年，以及2007年後斷斷續續地重新實施自治，並試圖通過「分享權力」以平衡聯合派及共和派的利益。

## 註解
1. ↑  Sticker found glued on the inside of the cover of A History of the Siege of Londonderry ... as digitised by Internet Archive[9]

## 外部連結
- 北愛爾蘭公共記錄處有關阿爾斯特盟約 （页面存档备份，存于）
- 1912年阿爾斯特志願軍的歷史在的存檔，存档日期28 March 2005.
- 阿爾斯特大學有關北愛爾蘭衝突的檔案 （页面存档备份，存于）
- 1912年，魯德亞德·吉卜林《阿爾斯特》（來自Words的電子文本）
- Government of Ireland Act 1920 (repealed 2.12.1999)的當今生效版本（包括所有修訂）（官方文本由英國成文法資料庫提供）
- 1956年在北愛爾蘭適用的法令原文 （页面存档备份，存于）
- 1920年頒的初版法令原文 （页面存档备份，存于）（來自法律信息自由取用運動）
- 上議院圖書館
- 愛爾蘭總理部 （页面存档备份，存于）有關第一次世界大戰中的愛爾蘭士兵